# Pointis-de-Rivière
Pointis-de-Rivière is een gemeente in het Franse departement Haute-Garonne (regio Occitanie) en telt 792 inwoners (1999). De plaats maakt deel uit van het arrondissement Saint-Gaudens.

## Geografie
De oppervlakte van Pointis-de-Rivière bedraagt 6,6 km², de bevolkingsdichtheid is 120,0 inwoners per km².
De onderstaande kaart toont de ligging van Pointis-de-Rivière met de belangrijkste infrastructuur en aangrenzende gemeenten.

## Demografie
De figuur toont het verloop van het inwonertal (bron: INSEE-tellingen).